# Crazy (4MINUTE歌曲)
《Crazy》（韩语： Michyeo）是韓國女子音樂組合4minute的一首歌曲，於2015年2月9日隨著他們的第六張迷你專輯《Crazy》一同發行。這首歌由徐在宇、Big Ssancho、孫英鎮以及成員泫雅共同創作和製作。這是一首融入嘻哈與舞曲元素的歌曲，並帶有陷阱音樂的風格，標誌著4Minute回歸他們標誌性的嘻哈音樂風格。
歌曲發行後，因其強烈的製作風格和充滿活力的演唱表現而獲得了音樂評論家的好評。在商業上，〈Crazy〉一經發行便登上韓國Gaon數位榜第三名，並在美國Billboard世界數位歌曲榜上獲得第二名的成績。截至2015年底，這首歌在韓國已售出超過66.4萬的數位下載。
與單曲同步發行的還有一支黑白音樂錄影帶，這支影片上傳至4Minute的YouTube頻道。影片中使用了移動鏡頭角度來拍攝組合成員不間斷的舞蹈編排。4Minute還透過在多個韓國音樂節目上進行現場表演來宣傳〈Crazy〉，包括《M! Countdown》、《Music Bank》和《人氣歌謠》。這首歌也被列入她們在2015年4月於緬甸舉行的個人演唱會的表演曲目。

## 背景與發行

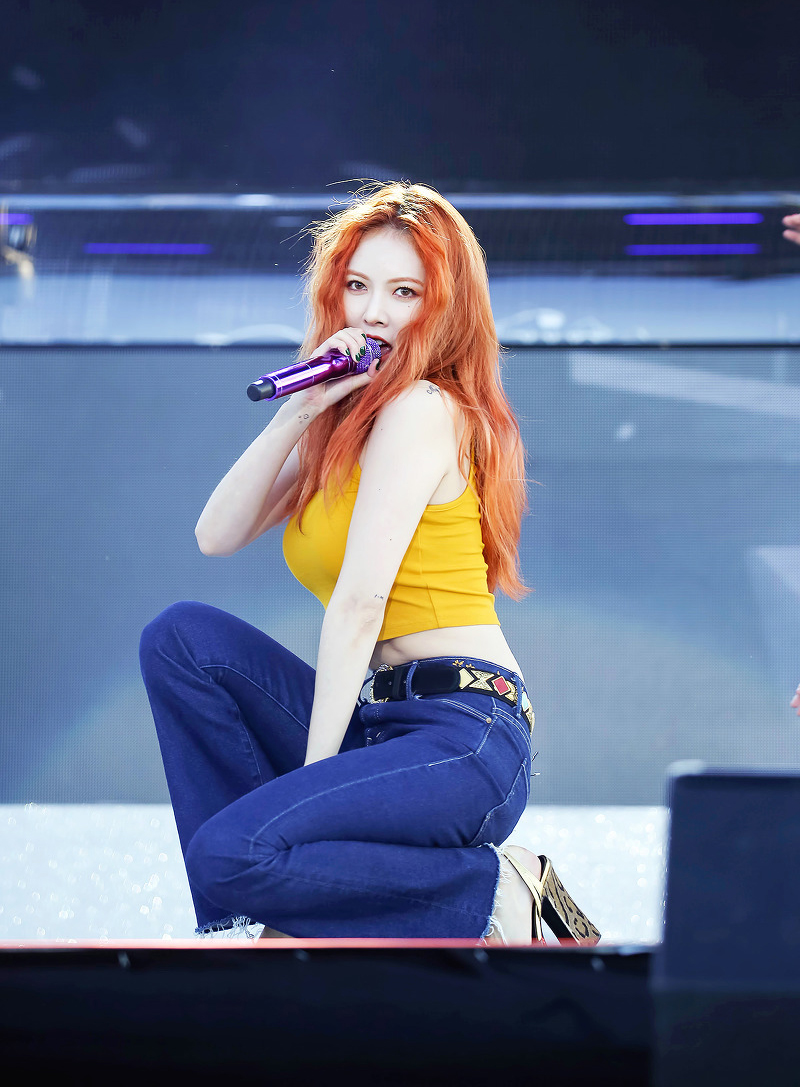
泫雅共同參與了《Crazy》歌詞的創作。

在發行第五張迷你專輯《4minute World》後，4Minute暫停活動將近一年。2015年1月23日，團體宣布將以第六張迷你專輯《Crazy》回歸樂壇。這張專輯推出了兩首主打歌。第一首《Cold Rain》於2015年1月26日透過Cube娛樂發行。第二首單曲《Crazy》則於2015年2月9日公開提供數位下載和串流播放。這首歌於2015年2月10日送至韓國廣播電台播出。團體成員泫雅與製作人徐在宇、Big Ssancho和孫英鎮共同創作了這首歌。

在2015年接受《Vice》雜誌訪問時，泫雅坦言這首歌表現了4Minute的真實色彩。成員嘉允進一步解釋了這次的音樂方向：
在過去的兩次發行中，我們推出了易於聆聽的歌曲，並以容易理解的概念來迎合大眾的喜好。事實上，我們其實是回歸到了4Minute的‘經典’風格，但加上了更加大膽的元素。

## 音樂與歌詞
《Crazy》這首歌以G大調創作，節奏明快，每分鐘達到176拍，總長度為3分12秒。從音樂風格上看，這首歌回歸了4Minute早期帶有「都市邊緣風格」的嘻哈音樂路線。它被描述為一首融合了嘻哈和舞曲元素的作品，並且加入了陷阱音樂的元素。這首歌的製作運用了低音節拍、扭曲的銅管樂鈎子，以及警報聲般的合成器音效。
歌曲以強烈的「脈動」貝斯線和渦輪加速的鼓機為基礎，並加入了輾轉的軍鼓節奏和拍手聲變化。樂曲中還包含一段由「號角般」的合成器和中東風格長笛組成的器樂間奏。整首歌由重低音銅管樂的循環推動，並在「逐漸累積、下降，再度降落」的模式下展開，這種風格來自於電子舞曲。
在演唱方面，祉潤和泫雅的「銳利」饒舌段落、昭賢和智賢的「脈動」主唱，以及祉潤在副歌部分的旋律性高音都展現出強烈的表現力。歌詞中，4minute挑逗聽眾進入歌曲所謂的「瘋狂」，並鼓勵他們盡情享受。

## 迴響

### 專業評價
《Crazy》這首歌獲得了音樂評論家的正面評價。在《Vice》的評論中，Jakob Dorof認為這首歌「將像陷阱音樂和電子舞曲這些熱門流派推向了全球主流音樂中更極限的位置」。《告示牌》的Jeff Benjamin稱讚了這首歌強烈的製作風格以及團體充滿活力的演唱表現。Benjamin在另一篇為Fuse撰寫的評論中，也將這首歌列為2015年2月十大最佳舞曲之一，並將其形容為「年度最具爆發力的俱樂部舞曲之一」。
《Idolator》的Jacques Peterson認為4Minute透過《Crazy》成功轉型為「兇猛的俱樂部派對女孩」，他還補充道：「這是多年前少數能展現蕾哈娜那種『霸氣』的女性K-pop團體歌曲之一。」《PopMatters》的Scott Interrante則描述這首歌「聲音響亮且充滿攻擊性」，他認為「從快速饒舌到製作風格以及團體的『銳利舞蹈』，都完美地呈現了這首歌的『瘋狂』氛圍」。
《IZM》的Hwang Sun-up稱這首歌的製作「非常出色」，並認為它與歌曲的視覺概念完美結合，且讚揚了團體的演唱表現。《Spin》的Dorof也將《Crazy》列為2015年K-pop的亮點之一，稱讚其製作和團體的表演，並稱這首歌為「炸彈級別的作品」。音樂評論家他瑪·赫曼在她對4Minute歌曲的排名中，將《Crazy》評為團體生涯中的最佳歌曲，稱它為「十年內最強勢的K-pop歌曲之一」，並讚揚了這首歌「不按常理出牌的編曲」。
《告示牌》和《Idolator》都將《Crazy》列為2015年最佳K-pop歌曲之一。《告示牌》還將這首歌列入2010年代百大K-pop歌曲排行榜的第52名，並稱讚了這首歌的製作，以及「霸氣饒舌和動態演唱的震撼表現」。

### 獎項
《Crazy》在韓國各大音樂節目中獲得了多項冠軍，包括Mnet的《M Countdown》、MBC Music的《Show Champion》、SBS的《人气歌谣》以及MBC的《Show! 音樂中心》，顯示出這首歌在數位平台上的成功。這首歌共贏得了七個音樂節目冠軍，包括連續兩週在《M! Countdown》、連續兩週在《Show Champion》以及兩週在《人氣歌謠》奪冠，總共獲得七個獎項。團體在《Show! 音樂中心》的勝利，標誌著她們自出道以來首次在這個音樂節目中獲得冠軍，這也是她們七年來首次在該節目中奪冠。
| 節目           | 日期    | Ref.   |
| -------------- | ------- | ------ |
| Show Champion  | 2月18日 | [ 23 ] |
| Show Champion  | 2月25日 | [ 24 ] |
| M Countdown    | 2月19日 | [ 25 ] |
| M Countdown    | 2月26日 | [ 26 ] |
| 人气歌谣       | 2月22日 | [ 27 ] |
| 人气歌谣       | 3月1日  | [ 27 ] |
| Show! 音樂中心 | 2月21日 | [ 28 ] |

### 商業表現
在商業上，《Crazy》一經發行便登上了韓國Gaon數位榜的第三名，並在首周售出152,560次數位下載。同時，這首歌在Gaon月榜中排名第六，根據數位銷售、串流播放及背景音樂（伴奏曲）下載量綜合計算。截止到2015年12月，這首歌在韓國累計銷售超過664,249次數位下載。
此外，這首歌在美國Billboard世界數位歌曲銷售榜上也表現出色，在2015年3月21日的榜單中最高達到第二名的位置。

## 音樂錄影帶與宣傳
《Crazy》發行前，4Minute發布了照片、影片的預告宣傳暗示即將回歸。伴隨著單曲的發行，官方於2015年2月9日在4Minute的YouTube頻道上發布了《Crazy》的音樂錄影帶。這次的舞蹈由曾與詹妮弗·洛佩兹合作過的Parris Goebel編排。整個音樂錄影帶以黑白風格呈現，展示了團體成員穿著運動服和戴著漁夫帽，不間斷地表演充滿動感的舞蹈。談到這次的舞蹈，昭賢表示相較於之前的舞蹈，這次的動作「更加困難」。
評論家Interrante指出，音樂錄影帶中的髮型、服裝，以及成員們的姿態和造型，都讓人聯想到美國嘻哈文化，進而聯想到非裔美國文化。Benjamin則認為這段舞蹈編排中的多次隊形變換，使其成為K-pop舞台表演中最值得一看的舞蹈之一。Dorof也稱這部影片擁有「年度最強勢的舞蹈編排之一」。
為了宣傳這首歌和《Crazy》專輯，4Minute在2015年2月和3月期間參加了多個韓國音樂節目，進行現場表演。她們於2月12日首次在《M! Countdown》舞台上表演這首歌，作為她們回歸舞台的一部分。隨後三天內，團體又出現在《音樂銀行》、《Show! 音樂中心》和《人氣歌謠》等節目中演出這首歌曲。此外，這首歌也被收錄在她們2015年4月於缅甸仰光舉辦的4Minute Fan Bash演唱會的表演名單中。

## 榜單
| 性質     | 榜單 (2015)                                | 峰值 |
| -------- | ------------------------------------------ | ---- |
| 周榜單   | 南韓（Gaon）                               | 3    |
| 周榜單   | 美國（《告示牌》World Digital Song Sales） | 2    |
| 月榜單   | 南韓（Gaon）                               | 6    |
| 年末榜單 | 南韓（Gaon）                               | 94   |

## 發行歷史
| 地區 | 日期         | 格式                  | 唱片公司 | Ref.  |
| ---- | ------------ | --------------------- | -------- | ----- |
| 全球 | 2015年2月9日 | 數位音樂下載 串流媒體 | Cube娛樂 | [ 4 ] |